# Mondo Trasho
Mondo Trasho è un film del 1969 diretto da John Waters, con Divine e Mary Vivian Pearce.

## Trama
Una donna bionda viene sedotta in un parco da un hippie feticista del piede femminile. Quest'ultimo poi comincia a succhiarle le dita dei piedi mentre lei immagina di essere Cenerentola. Successivamente la donna viene investita da Divine, una corpulenta drag queen che stava cercando di dare un passaggio ad un autostoppista nudo. Poi Divine soccorre la donna e la porta ad una clinica, dove il dottor Coathanger le amputa i piedi e li sostituisce con degli uccelli, che trasporteranno la bionda in giro per Baltimora.

## Produzione

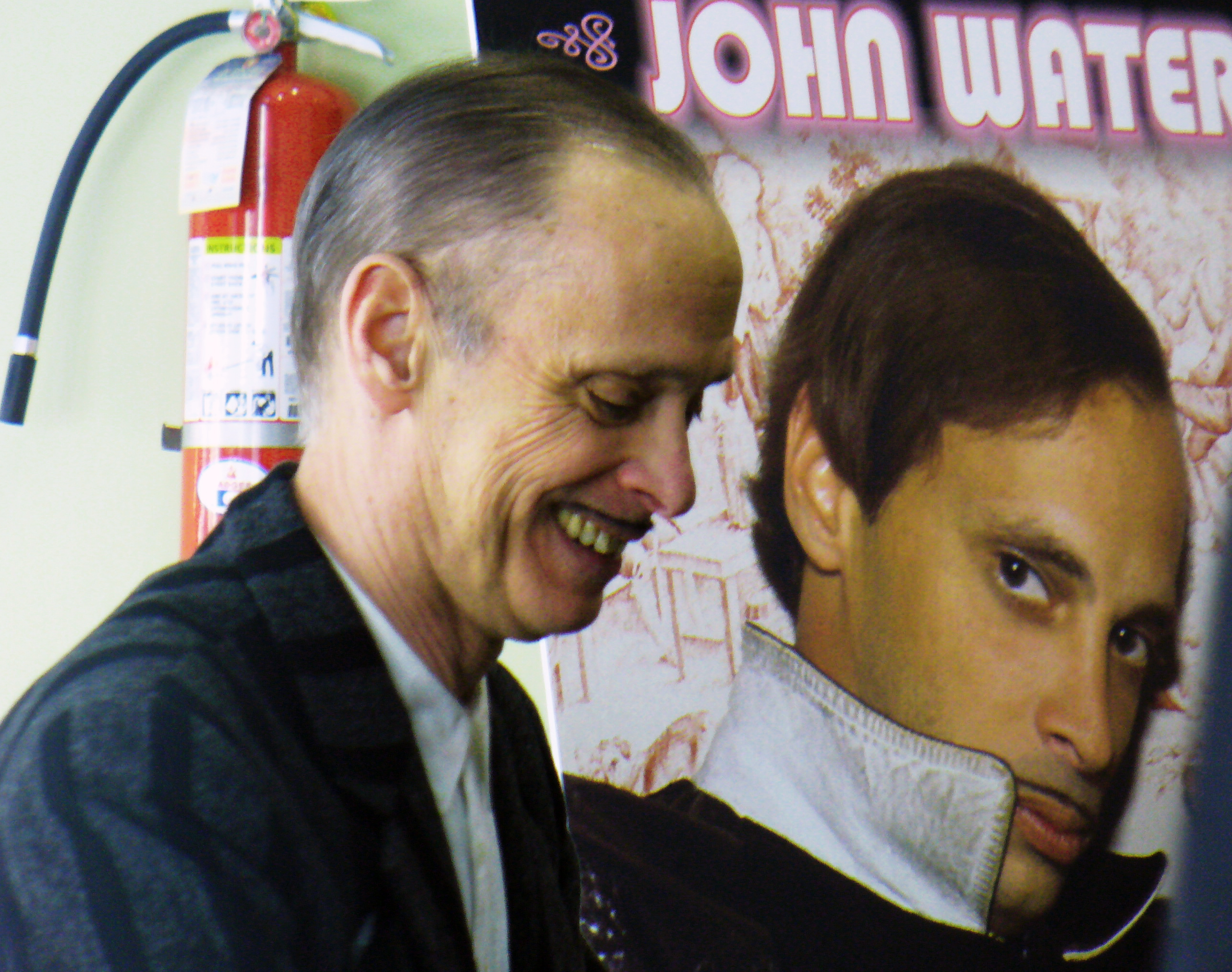
Il regista del film, John Waters

Mentre giravano la scena dell'autostoppista nudo, John Waters e la crew si trovavano al campus dell'Università Johns Hopkins, dove rischiarono di essere arrestati poiché non avevano chiesto il permesso per girare la scena.
Il film contiene inoltre pochi dialoghi, e le scene si esprimono solo tramite stacchetti musicali.

### Titolo
Il titolo del film è ispirato a vari mondo movie italiani famosi, come per esempio Mondo cane, Mondo Freudo, Mondo Bizzarro e altri. Il titolo è anche un tributo a Mondo Topless, film di Russ Meyer, regista preferito di John Waters.

### Musiche
In un'intervista del 2008, Waters dichiarò che le musiche del film provenivano dalla sua collezione privata. Waters disse di non aver pagato i diritti d'autore poiché non poteva permetterselo. Ed è per questo motivo che, sempre secondo Waters, Mondo Trasho uscì solo nelle sale cinematografiche di Baltimora.

## Distribuzione
Il film uscì solo nelle sale di Baltimora il 14 marzo 1969. Dovuto alla sua natura grafica, il film venne distribuito in VHS.

## Accoglienza
Mondo Trasho ricevette un 50% su Rotten Tomatoes

## Curiosità
- In una recensione di Fellini Satyricon su The New Yorker, la critica cinematografica Pauline Kael definisce il film il "Mondo Trasho di Fellini"[2].